# World Series of Poker (jeu vidéo)
Ne doit pas être confondu avec World Series of Poker.
World Series of Poker est un jeu vidéo de poker développé par Left Field Productions et édité par Activision, sorti en 2005 sur Windows, GameCube, PlayStation 2, Xbox et PlayStation Portable.
Il a pour suites World Series of Poker: Tournament of Champions et World Series of Poker 2008: Battle for the Bracelets.

## Accueil
- Jeuxvideo.com : 13/20[1]